# Cerkwica
Cerkwica is een plaats in het Poolse district  Gryficki, woiwodschap West-Pommeren. De plaats maakt deel uit van de gemeente Karnice en telt 1200 inwoners.